# Eskibedir, Lüleburgaz
Eskibedir là một xã thuộc huyện Lüleburgaz, tỉnh Kırklareli, Thổ Nhĩ Kỳ. Dân số thời điểm năm 2011 là 90 người.